# Massey
Massey, właściwie Damian Laskowski (ur. 14 czerwca 1980 w Inowrocławiu) – polski koszykarz zawodowy i raper. Znany ze współpracy z Pelsonem, Nullo, Miexonem, Guralem, Peją i Edasem.
Poza działalnością artystyczną prowadzi także wytwórnię muzyczną MTP Records.

## Działalność artystyczna
Damian Laskowski hip-hopem zainteresował się w 1992 roku za sprawą teledysków zagranicznych wykonawców emitowanych w telewizji. W 1994 roku podjął pierwsze próby jako raper. W międzyczasie powołał zespół DLS, wraz z którym nagrał jeden album. W 1999 roku nagrał debiutancki solowy nielegal Osiedle Rąbin. Na wydawnictwie znalazł się m.in. utwór tytułowy, który zyskał lokalną popularność.
W 2001 roku został wydany drugi album solowy Laskowskiego pt. Betonowy świat. Materiał został zrealizowany w studio Nagrania zostały zarejestrowane w rzeszowskim studiu RSC. W ramach promocji do utworu "Nowe pokolenie" został zrealizowany teledysk. Wydawnictwo spotkało się z pozytywnym przyjęciem ze strony publiczności. Pewną popularność zyskała także piosenka "Ej chłopak", emitowana w lokalnych rozgłośniach radiowych.  
W 2003 roku wraz z ojcem nagrał płytę zatytułowaną Miejski projekt. Album promowany podczas koncertów w kraju. W międzyczasie Massey poznał związanego z formacją Trzeci Wymiar Nullo. W efekcie raperzy nagrali utwór pt. "Basketball", który ukazał się w 2004 roku na reedycji debiutu 3W pt. Cztery pory rapu. Także w 2004 roku został wydany czwarty nielegal Masseya pt. Warto było.
15 grudnia 2005 roku ukazał się pierwszy "legalny" album rapera pt. Nowa jakość. Nagrania ukazały się nakładem wytwórni Rap-In Records. Gościnnie w nagraniach wzięli udział m.in. Pelson, Nullo i Miexon. Na płycie znalazło się 16 utworów w tym dwa ("Pamięć", "Basketball") zarejestrowane "na żywo" z użyciem instrumentów. 
Oprócz działalności muzycznej raper jest współprowadzącym audycji hiphopowej "Jasna Strona Czarnej Muzyki" w Radiu Żnin FM wraz z DJ/prezenterem radiowym Patrykiem Cyranem Cyranowskim od 2015 roku.  
W 2024 roku rozpoczął współpracę z gitarzystą Jędrasem (wł. Sławomir Jędrzejczak), z którym wydaje single w stylu alternatywnego hip-hopu.  

## Kariera sportowa
Występy sportowe rozpoczął w 1997 roku w klubie Noteć Inowrocław, który opuścił niespełna rok później. W 2001 roku rozpoczął występy w Resovia Rzeszów. W 2002 roku zmienił klub na kwidzyński MTS, w którym grał do 2003 roku. W 2005 roku powrócił do składu Noteci Inowrocław. Od 2006 roku związany z trzecioligowym klubem B-PTK Barcin. 

## Dyskografia
| Tytuł                   | Dane dot. albumu                                    |
| ----------------------- | --------------------------------------------------- |
| Osiedle Rąbin           | - Data: 1999 - Wydawca: brak (nielegal)             |
| Betonowy świat          | - Data: 2001 - Wydawca: brak (nielegal)             |
| Słowem operuje          | - Data: 2003 - Wydawca: brak (nielegal)             |
| Warto było              | - Data: 2004 - Wydawca: brak (nielegal)             |
| Nowa jakość             | - Data: 15 grudnia 2005 - Wydawca: Rap-In Records   |
| Człowiek z blizną       | - Data: 25 października 2008 - Wydawca: MTP Records |
| Nieznośny Mixtape Vol.1 | - Data: 10 sierpnia 2009 - Wydawca: MTP Records     |
| Rapem oddycham          | - Data: 12 grudnia 2012 - Wydawca: MTP Records      |

| Tytuł       | Dane dot. albumu                                   |
| ----------- | -------------------------------------------------- |
| Rób swoje   | - Data: 2010 - Wydawca: brak (nielegal)            |
| Rób swoje 2 | - Data: 16 stycznia 2012 - Wydawca: NuCity Records |

| Album              | Rok  | Utwór                     | Źródło |
| ------------------ | ---- | ------------------------- | ------ |
| Rap-In Underground | 2006 | Massey - "Mam to w sobie" | [ 15 ] |

| Album                                               | Rok  | Utwór                                         | Źródło |
| --------------------------------------------------- | ---- | --------------------------------------------- | ------ |
| Trzeci Wymiar - Cztery pory rapu (Edycja specjalna) | 2004 | Nullo - "Basketball" (gościnnie: Massey)      | [ 16 ] |
| Naser & Vixen - Kody dostępu                        | 2008 | "Kody dostępu" (gościnnie: Massey, DJ Scream) | [ 17 ] |
| Vixen - New-Ton                                     | 2009 | "Nie jeden raz" (gościnnie: Massey)           | [ 18 ] |
| Syn Tej Ziemi & W.B.U. - Tak to wygląda             | 2010 | "Praca, pasja, talent" (gościnnie: Massey)    | [ 19 ] |
| Nullo - SPG dystrykt                                | 2012 | "Basketball 2" (gościnnie: Massey)            | [ 20 ] |

## Teledyski
| Tytuł                                                      | Rok  | Reżyseria/Realizacja | Album                               | Źródło |
| ---------------------------------------------------------- | ---- | -------------------- | ----------------------------------- | ------ |
| Trzeci Wymiar - "Basketball" (gościnnie: Massey)           | 2004 | Grupa 13             | Cztery pory rapu (Edycja specjalna) | [ 21 ] |
| Massey - "Nowa jakość" (gościnnie: Pelson)                 | 2005 | —                    | Nowa jakość                         | [ 22 ] |
| Massey - "Prokom"                                          | 2006 | —                    | —                                   | [ 23 ] |
| Massey - "Mam to w sobie"                                  | 2006 | —                    | Nowa jakość                         | [ 24 ] |
| Massey - "Powrót do korzeni"                               | 2007 | Soulless, MagnetoTV  | Nowa jakość                         | [ 25 ] |
| Massey - "Set Me Free" (gościnnie: NaRa)                   | 2007 | —                    | —                                   | [ 26 ] |
| Naser & Vixen - "Kody dostępu" (gościnnie: Massey)         | 2008 | —                    | Kody dostępu                        | [ 27 ] |
| Massey - "Nienawiść" (gościnnie: Krzyhu)                   | 2008 | —                    | —                                   | [ 28 ] |
| Massey - "Palimy lole" (gościnnie: Edas)                   | 2008 | —                    | Człowiek z blizną                   | [ 29 ] |
| Massey - "Tutaj mamy swoje miejsca"                        | 2008 | —                    | Człowiek z blizną                   | [ 30 ] |
| Massey - "Kolejne miasto"                                  | 2008 | —                    | Człowiek z blizną                   | [ 31 ] |
| Massey - "Crossover" (gościnnie: Nullo)                    | 2009 | —                    | Człowiek z blizną                   | [ 32 ] |
| Massey & Kubix - "Konfidenci"                              | 2010 | Bezet                | Rób swoje                           | [ 33 ] |
| Massey & Kubix - "Świat się skończył"                      | 2010 | —                    | Rób swoje                           | [ 34 ] |
| Massey & Kubix - "Rodzina"                                 | 2010 | Dwaem Media Group    | Rób swoje                           | [ 35 ] |
| Massey & Kubix - "Ulica"                                   | 2010 | Dwaem Media Group    | Rób swoje                           | [ 36 ] |
| Massey & Kubix - "Codzienność"                             | 2010 | —                    | Rób swoje                           | [ 37 ] |
| Massey & Kubix - "V.I.P."                                  | 2010 | Dwaem Media Group    | Rób swoje 2                         | [ 38 ] |
| Massey & Kubix (gościnnie: eS-eN) - "Ile jeszcze"          | 2011 | Dwaem Media Group    | —                                   | [ 39 ] |
| Massey & Kubix - "Ty i ja " (gościnnie: Kamajla)           | 2011 | Dwaem Media Group    | Rób swoje 2                         | [ 40 ] |
| Massey & Kubix - "Uwierz w siebie"                         | 2012 | Dwaem Media Group    | Rób swoje 2                         | [ 41 ] |
| Massey & Kubix - "Hajs" (gościnnie: Peja)                  | 2012 | 360studios           | Rób swoje 2                         | [ 42 ] |
| Massey - "Rapem oddycham"                                  | 2012 | Dwaem Media Group    | Rapem oddycham                      | [ 43 ] |
| Massey - "Majk" (gościnnie: Edas, Lil Dee)                 | 2012 | Bassmedia/Cameleon   | Rapem oddycham                      | [ 44 ] |
| SynTejZiemi & W.B.U - "Bilet na życie" (gościnnie: Massey) | 2012 | —                    | Tak to wygląda                      | [ 45 ] |
| Massey & Jędras - "Cienka nić"                             | 2024 | —                    | —                                   | [ 46 ] |
| Massey & Jędras - "Prawdę goni fałsz"                      | 2025 | —                    | —                                   | [ 47 ] |